# Mariano Bombarda
Mariano Bombarda (ur. 10 września 1972 w Kadyksie) – piłkarz argentyński, urodzony w Hiszpanii, grający na pozycji napastnika.

## Kariera
Bombarda urodził się w hiszpańskim Kadyksie, ale z pochodzenia jest Argentyńczykiem. Wychowywał się w Holandii. Jego pierwszym klubem był mały zespół o nazwie ACV Assen, a Bombarda przez pewien czas przebywał także w młodzieżowej drużynie Huracanu Buenos Aires. Natomiast jego pierwszym w pełni profesjonalnym klubem był FC Groningen. 25 sierpnia 1994 zadebiutował w jego barwach w Eredivisie, a miało to miejsce w przegranym 0:2 wyjazdowym meczu z SC Heerenveen. W swom debiutanckim sezonie strzelił 13 goli w lidze. W sezonie 1995/1996 jego 19 goli dało zespołowi z Groningen 9. miejsce w lidze, a jemu samemu 2. miejsce w klasyfikacji strzelców ligi. Latem 1996 trafił do francuskiego FC Metz, gdzie nie sprawdził się i jesienią zdobył jednego gola. Zimą 1997 Bombarda wrócił do Groningen, gdzie tylko częściowo odzyskał formę strzelecką, a w 1998 roku jego klub opuścił szeregi pierwszoligowców.
Latem Bombarda przeszedł do Willem II Tilburg. W sezonie 1998/1999 został najlepszym strzelcem zespołu, zdobywając 17 goli. Przyczynił się tym samym do sukcesu jakim było wywalczenie wicemistrzostwa Holandii. W sezonie 1999/2000 Bombarda wystąpił w Lidze Mistrzów, w której Willem II zdobył 2 punkty, a Mariano zdobył w niej 1 gola (w przegranym 3:4 meczu ze Spartą Praga). W lidze dołożył 11 goli, w Willem II skończył sezon na 9. miejscu. W kolejnych sezonach klub z Tilburga nie osiągał już takich sukcesów jak wcześniej, ale Bombarda nie schodził poniżej poziomu 10 goli w lidze.
W 2002 roku Bombarda przeszedł do jednego z najsilniejszych klubów Holandii, Feyenoordu. W ataku Rotterdamskiego klubu grali częściej Thomas Buffel, Pierre van Hooijdonk i Robin van Persie, toteż Mariano rozegrał 16 meczów i zdobył 3 gole (z Excelsiorem Rotterdam, FC Zwolle i AZ Alkmaar), a z Feyenoordem zajął 3. miejsce. W sezonie 2003/2004 rozegrał 4 mecze i zdobył gola (z NAC Breda). Latem 2004 Bombarda odszedł z klubu za darmo i wybrał CD Tenerife. W Segunda División miał jeszcze większe problemy niż w Feyenoordzie (także zdrowotne) i po rozegraniu 3 meczów zakończył piłkarską karierę w wieku 33 lat.
| Sezon   | Klub              | Kraj             | Rozgrywki            | Mecze | Bramki |
| ------- | ----------------- | ---------------- | -------------------- | ----- | ------ |
| 1994/95 | FC Groningen      | Eredivisie       | Holandia             | 32    | 13     |
| 1995/96 | FC Groningen      | Eredivisie       | Holandia             | 34    | 19     |
| 1996/97 | FC Metz           | Ligue 1          | Francja              | 10    | 1      |
| 1996/97 | FC Groningen      | Eredivisie       | Holandia             | 18    | 4      |
| 1997/98 | FC Groningen      | Eredivisie       | Holandia             | 28    | 9      |
| 1998/99 | Willem II Tilburg | Eredivisie       | Holandia             | 27    | 17     |
| 1999/00 | Willem II Tilburg | Eredivisie       | Holandia             | 17    | 11     |
| 2000/01 | Willem II Tilburg | Eredivisie       | Holandia             | 33    | 13     |
| 2001/02 | Willem II Tilburg | Eredivisie       | Holandia             | 31    | 10     |
| 2002/03 | Feyenoord         | Eredivisie       | Holandia             | 16    | 3      |
| 2003/04 | Feyenoord         | Eredivisie       | Holandia             | 4     | 1      |
| 2003/04 | CD Tenerife       | Segunda División | Hiszpania            | 3     | 0      |
|         |                   |                  | Łącznie w Eredivisie | 240   | 100    |
|         |                   |                  | Łącznie w Ligue 1    | 10    | 1      |